# Finnország a 2002. évi téli olimpiai játékokon
Finnország az egyesült államokbeli Salt Lake Cityben megrendezett 2002. évi téli olimpiai játékok egyik részt vevő nemzete volt. Az országot az olimpián 11 sportágban 98 sportoló képviselte, akik összesen 7 érmet szereztek.

## Érmesek
| Érem  | Versenyző                                                           | Sportág          | Versenyszám        |
| ----- | ------------------------------------------------------------------- | ---------------- | ------------------ |
| Arany | Samppa Lajunen                                                      | Északi összetett | Normálsánc + 15 km |
| Arany | Samppa Lajunen                                                      | Északi összetett | Nagysánc + 7,5 km  |
| Arany | Jari Mantila Hannu Manninen Jaakko Tallus Samppa Lajunen            | Északi összetett | Csapat             |
| Arany | Janne Lahtela                                                       | Síakrobatika     | Férfi mogul        |
| Ezüst | Jaakko Tallus                                                       | Északi összetett | Normálsánc + 15 km |
| Ezüst | Janne Ahonen Matti Hautamäki Risto Jussilainen Veli-Matti Lindström | Síugrás          | Csapat             |
| Bronz | Matti Hautamäki                                                     | Síugrás          | Egyéni, nagysánc   |

## Alpesisí
Férfi
| Versenyző      | Versenyszám      | 1. futam      | 1. futam      | 2. futam      | 2. futam      | Összesítés | Összesítés |
| Versenyző      | Versenyszám      | Idő           | Hely.         | Idő           | Hely.         | Idő        | Helyezés   |
| -------------- | ---------------- | ------------- | ------------- | ------------- | ------------- | ---------- | ---------- |
| Sami Uotila    | Óriás-műlesiklás | nem ért célba | nem ért célba | kiesett       | kiesett       | kiesett    | kiesett    |
| Kalle Palander | Műlesiklás       | nem ért célba | nem ért célba | kiesett       | kiesett       | kiesett    | kiesett    |
| Kalle Palander | Óriás-műlesiklás | 1:14,57       | 27.           | nem ért célba | nem ért célba | kiesett    | kiesett    |

Női
| Versenyző        | Versenyszám      | 1. futam      | 1. futam      | 2. futam      | 2. futam      | Összesítés | Összesítés |
| Versenyző        | Versenyszám      | Idő           | Hely.         | Idő           | Hely.         | Idő        | Helyezés   |
| ---------------- | ---------------- | ------------- | ------------- | ------------- | ------------- | ---------- | ---------- |
| Tanja Poutiainen | Műlesiklás       | 52,46         | 3.            | nem ért célba | nem ért célba | kiesett    | kiesett    |
| Tanja Poutiainen | Óriás-műlesiklás | 1:17,31       | 11.           | 1:15,66       | 9.            | 2:32,97    | 11.        |
| Henna Raita      | Műlesiklás       | 54,75         | 13.           | 53,65         | 1.            | 1:48,40    | 8.         |
| Henna Raita      | Óriás-műlesiklás | nem ért célba | nem ért célba | kiesett       | kiesett       | kiesett    | kiesett    |

## Biatlon
Férfi
| Versenyző                                                  | Versenyszám           | Lövőhiba    | Időeredmény | Helyezés |
| ---------------------------------------------------------- | --------------------- | ----------- | ----------- | -------- |
| Timo Antila                                                | 10 km sprint          | 1 (0+1)     | 26:33,4     | 19.      |
| Timo Antila                                                | 12,5 km üldözőverseny | 5 (0+0+3+2) | 36:16,7     | 32.      |
| Timo Antila                                                | 20 km egyéni          | 3 (1+1+1+0) | 56:33,5     | 41.      |
| Vesa Hietalahti                                            | 10 km sprint          | 0 (0+0)     | 26:43,2     | 25.      |
| Vesa Hietalahti                                            | 12,5 km üldözőverseny | 1 (0+0+0+1) | 35:10,0     | 22.      |
| Vesa Hietalahti                                            | 20 km egyéni          | 2 (0+0+0+2) | 54:47,0     | 19.      |
| Olli-Pekka Peltola                                         | 10 km sprint          | 1 (1+0)     | 28:58,5     | 73.      |
| Paavo Puurunen                                             | 10 km sprint          | 1 (1+0)     | 26:24,7     | 16.      |
| Paavo Puurunen                                             | 12,5 km üldözőverseny | 3 (1+1+0+1) | 36:03,5     | 28.      |
| Paavo Puurunen                                             | 20 km egyéni          | 3 (1+1+0+1) | 54:15,7     | 15.      |
| Ville Räikkönen                                            | 20 km egyéni          | 4 (1+1+2+0) | 59:34,2     | 67.      |
| Ville Räikkönen Timo Antila Paavo Puurunen Vesa Hietalahti | 4 × 7,5 km váltó      | 1+15        | 1:28:52,7   | 12.      |

Női
| Versenyző                                                   | Versenyszám         | Lövőhiba      | Időeredmény | Helyezés   |
| ----------------------------------------------------------- | ------------------- | ------------- | ----------- | ---------- |
| Katja Holanti                                               | 7,5 km sprint       | 4 (1+3)       | 24:07,2     | 52.        |
| Katja Holanti                                               | 10 km üldözőverseny | 6 (2+1+2+1)   | 37:41,7     | 46.        |
| Katja Holanti                                               | 15 km egyéni        | 2 (0+0+1+1)   | 49:52,3     | 13.        |
| Outi Kettunen                                               | 7,5 km sprint       | 1 (0+1)       | 23:11,3     | 37.        |
| Outi Kettunen                                               | 10 km üldözőverseny | 4 (1+0+2+1)   | 35:48,6     | 37.        |
| Outi Kettunen                                               | 15 km egyéni        | 4 (0+1+1+2)   | 53:48,1     | 48.        |
| Anita Nyman                                                 | 7,5 km sprint       | 4 (2+2)       | 24:17,0     | 54.        |
| Anita Nyman                                                 | 10 km üldözőverseny | 7 (2+2+3+ – ) | lekörözték  | lekörözték |
| Sanna-Leena Perunka                                         | 7,5 km sprint       | 1 (0+1)       | 22:39,9     | 24.        |
| Sanna-Leena Perunka                                         | 10 km üldözőverseny | 1 (0+0+0+1)   | 33:44,5     | 20.        |
| Sanna-Leena Perunka                                         | 15 km egyéni        | 3 (1+0+0+2)   | 52:48,8     | 40.        |
| Katja Holanti Sanna-Leena Perunka Anita Nyman Outi Kettunen | 4 × 7,5 km váltó    | 0+10          | 1:34:18,7   | 12.        |

## Curling

### Férfi
- Markku Uusipaavalniemi
- Wille Mäkelä
- Tommi Häti
- Jari Laukkanen
- Pekka Saarelainen

#### Eredmények
Csoportkör
| Nemzet           | Szkip                  | Klub            | Város      | Gy | V |
| ---------------- | ---------------------- | --------------- | ---------- | -- | - |
| Kanada           | Kevin Martin           | Ottewell CC     | Edmonton   | 8  | 1 |
| Norvégia         | Pål Trulsen            | Stabekk CC      | Oslo       | 7  | 2 |
| Svájc            | Andreas Schwaller      | Biel-Touring CC | Biel       | 6  | 3 |
| Svédország       | Peja Lindholm          | Östersunds CK   | Östersund  | 6  | 3 |
| Finnország       | Markku Uusipaavalniemi | Oulunkylä CC    | Helsinki   | 5  | 4 |
| Németország      | Sebastian Stock        | EC Oberstdorf   | Oberstdorf | 4  | 5 |
| Dánia            | Ulrik Schmidt          | Hvidovre CC     | Hvidovre   | 3  | 6 |
| Nagy-Britannia   | Hammy McMillan         | Stranraer CC    | Stranraer  | 3  | 6 |
| Egyesült Államok | Tim Somerville         | Superior CC     | Superior   | 3  | 6 |
| Franciaország    | Dominique Dupont-Roc   | Chamonix CC     | Chamonix   | 0  | 9 |

- február 11., 09:00

| Sheet A            | Sheet A                      | 1 | 2 | 3 | 4 | 5 | 6 | 7 | 8 | 9 | 10 | VE |
|                    | Dánia (Schmidt)              | 0 | 0 | 1 | 0 | 0 | 1 | 0 | 1 | X | X  | 3  |
| 1. end utolsó köve | Finnország (Uusipaavalniemi) | 2 | 2 | 0 | 2 | 2 | 0 | 1 | 0 | X | X  | 9  |

- február 11., 19:00

| Sheet D            | Sheet D                      | 1 | 2 | 3 | 4 | 5 | 6 | 7 | 8 | 9 | 10 | VE |
| 1. end utolsó köve | Finnország (Uusipaavalniemi) | 1 | 2 | 0 | 2 | 0 | 0 | 0 | 0 | 1 | 0  | 6  |
|                    | Németország (Stock)          | 0 | 0 | 2 | 0 | 0 | 1 | 2 | 1 | 0 | 1  | 7  |

- február 12., 14:00

| Sheet C            | Sheet C                      | 1 | 2 | 3 | 4 | 5 | 6 | 7 | 8 | 9 | 10 | VE |
|                    | Finnország (Uusipaavalniemi) | 0 | 2 | 0 | 0 | 0 | 2 | X | X | X | X  | 4  |
| 1. end utolsó köve | Kanada (Martin)              | 2 | 0 | 3 | 2 | 2 | 0 | X | X | X | X  | 9  |

- február 13., 09:00

| Sheet A            | Sheet A                      | 1 | 2 | 3 | 4 | 5 | 6 | 7 | 8 | 9 | 10 | 11 | VE |
|                    | Svájc (Schwaller)            | 0 | 0 | 1 | 0 | 2 | 0 | 0 | 1 | 0 | 1  | 0  | 5  |
| 1. end utolsó köve | Finnország (Uusipaavalniemi) | 0 | 0 | 0 | 2 | 0 | 2 | 0 | 0 | 1 | 0  | 1  | 6  |

- február 14., 14:00

| Sheet D            | Sheet D                      | 1 | 2 | 3 | 4 | 5 | 6 | 7 | 8 | 9 | 10 | 11 | VE |
| 1. end utolsó köve | Finnország (Uusipaavalniemi) | 1 | 0 | 2 | 1 | 0 | 0 | 1 | 0 | 0 | 0  | 1  | 6  |
|                    | Franciaország (Dupont-Roc)   | 0 | 2 | 0 | 0 | 1 | 0 | 0 | 0 | 0 | 2  | 0  | 5  |

- február 15., 09:00

| Sheet C            | Sheet C                      | 1 | 2 | 3 | 4 | 5 | 6 | 7 | 8 | 9 | 10 | VE |
| 1. end utolsó köve | Nagy-Britannia (Smith)       | 1 | 0 | 0 | 0 | 2 | 0 | 0 | 1 | 0 | 0  | 4  |
|                    | Finnország (Uusipaavalniemi) | 0 | 1 | 0 | 1 | 0 | 1 | 0 | 0 | 0 | 3  | 6  |

- február 15., 19:00

| Sheet A            | Sheet A                      | 1 | 2 | 3 | 4 | 5 | 6 | 7 | 8 | 9 | 10 | VE |
|                    | Finnország (Uusipaavalniemi) | 0 | 0 | 0 | 1 | 0 | 1 | 0 | 1 | 2 | 0  | 5  |
| 1. end utolsó köve | Norvégia (Trulsen)           | 0 | 0 | 2 | 0 | 2 | 0 | 1 | 0 | 0 | 1  | 6  |

- február 16., 14:00

| Sheet B            | Sheet B                      | 1 | 2 | 3 | 4 | 5 | 6 | 7 | 8 | 9 | 10 | VE |
| 1. end utolsó köve | Finnország (Uusipaavalniemi) | 0 | 0 | 2 | 0 | 2 | 0 | X | X | X | X  | 4  |
|                    | Svédország (Lindholm)        | 4 | 1 | 0 | 6 | 0 | 0 | X | X | X | X  | 11 |

- február 17., 19:00

| Sheet D            | Sheet D                       | 1 | 2 | 3 | 4 | 5 | 6 | 7 | 8 | 9 | 10 | VE |
| 1. end utolsó köve | Egyesült Államok (Somerville) | 0 | 1 | 0 | 1 | 0 | 0 | 0 | 1 | 1 | 0  | 4  |
|                    | Finnország (Uusipaavalniemi)  | 0 | 0 | 2 | 0 | 1 | 1 | 1 | 0 | 0 | 1  | 6  |

| Csapat     | Helyezés |
| ---------- | -------- |
| Finnország | 5.       |

## Északi összetett
| Versenyző                                                | Versenyszám        | Síugrás | Síugrás | Síugrás    | Sífutás | Sífutás | Összesítés | Összesítés |
| Versenyző                                                | Versenyszám        | Pont    | Hely.   | Időhátrány | Idő     | Hely.   | Idő        | Helyezés   |
| -------------------------------------------------------- | ------------------ | ------- | ------- | ---------- | ------- | ------- | ---------- | ---------- |
| Mikko Keskinarkaus                                       | Normálsánc + 15 km | 209,0   | 34.     | +4:53      | 39:45,9 | 22.     | 44:38,9    | 28.        |
| Mikko Keskinarkaus                                       | Nagysánc + 7,5 km  | 101,7   | 23.     | +1:23      | 17:08,4 | 26.     | 18:31,4    | 23.        |
| Samppa Lajunen                                           | Normálsánc + 15 km | 257,0   | 3.      | +0:53      | 38:18,7 | 6.      | 39:11,7    |            |
| Samppa Lajunen                                           | Nagysánc + 7,5 km  | 123,8   | 1.      | –          | 16:40,1 | 16.     | 16:40,1    |            |
| Hannu Manninen                                           | Normálsánc + 15 km | 221,5   | 22.*    | +3:50      | 38:31,1 | 9.      | 42:21,1    | 14.        |
| Hannu Manninen                                           | Nagysánc + 7,5 km  | 104,7   | 17.     | +1:12      | 16:30,7 | 7.*     | 17:42,7    | 7.         |
| Jaakko Tallus                                            | Normálsánc + 15 km | 267,5   | 1.      | –          | 39:36,4 | 20.     | 39:36,4    |            |
| Jaakko Tallus                                            | Nagysánc + 7,5 km  | 119,0   | 3.      | +0:18      | 17:07,9 | 25.     | 17:25,9    | 4.         |
| Jari Mantila Jaakko Tallus Hannu Manninen Samppa Lajunen | Csapat             | 967,5   | 1.      | –          | 48:42,2 | 6.      | 48:42,2    |            |

* – egy másik versenyzővel azonos eredményt ért el

## Gyorskorcsolya
Férfi
| Versenyző       | Versenyszám | 1. futam | 1. futam | 2. futam | 2. futam | Eredmény | Helyezés |
| Versenyző       | Versenyszám | Idő      | Hely.    | Idő      | Hely.    | Eredmény | Helyezés |
| --------------- | ----------- | -------- | -------- | -------- | -------- | -------- | -------- |
| Janne Hänninen  | 500 m       | 35,18    | 14.      | 35,15    | 18.      | 70,33    | 15.      |
| Janne Hänninen  | 1000 m      |          |          |          |          | 1:08,45  | 10.      |
| Janne Hänninen  | 1500 m      |          |          |          |          | 1:46,04  | 13.      |
| Risto Rosendahl | 1000 m      |          |          |          |          | 1:10,70  | 33.      |
| Risto Rosendahl | 1500 m      |          |          |          |          | 1:48,57  | 32.      |
| Vesa Rosendahl  | 1500 m      |          |          |          |          | 1:48,02  | 27.      |

## Jégkorong

### Férfi
| Finn nemzeti férfi jégkorongcsapat-játékoskeret | Finn nemzeti férfi jégkorongcsapat-játékoskeret | Finn nemzeti férfi jégkorongcsapat-játékoskeret | Finn nemzeti férfi jégkorongcsapat-játékoskeret | Finn nemzeti férfi jégkorongcsapat-játékoskeret | Finn nemzeti férfi jégkorongcsapat-játékoskeret | Finn nemzeti férfi jégkorongcsapat-játékoskeret |
| #                                               | Név                                             | Poszt                                           | Magasság                                        | Súly                                            | Kor                                             | Klub                                            |
| ----------------------------------------------- | ----------------------------------------------- | ----------------------------------------------- | ----------------------------------------------- | ----------------------------------------------- | ----------------------------------------------- | ----------------------------------------------- |
| 30                                              | Pasi Nurminen                                   | K                                               | 178                                             | 88                                              | 1975. december 17. (26 évesen)                  | Atlanta Thrashers                               |
| 31                                              | Jussi Markkanen                                 | K                                               | 182                                             | 83                                              | 1975. május 8. (26 évesen)                      | Edmonton Oilers                                 |
| 35                                              | Jani Hurme                                      | K                                               | 183                                             | 85                                              | 1975. január 7. (27 évesen)                     | Ottawa Senators                                 |
| 4                                               | Kimmo Timonen                                   | V                                               | 178                                             | 88                                              | 1975. március 18. (26 évesen)                   | Nashville Predators                             |
| 5                                               | Sami Salo                                       | V                                               | 192                                             | 98                                              | 1974. szeptember 2. (27 évesen)                 | Ottawa Senators                                 |
| 6                                               | Ossi Väänänen                                   | V                                               | 191                                             | 94                                              | 1980. augusztus 18. (21 évesen)                 | Phoenix Coyotes                                 |
| 7                                               | Aki-Petteri Berg                                | V                                               | 193                                             | 97                                              | 1977. július 28. (24 évesen)                    | Toronto Maple Leafs                             |
| 10                                              | Ville Nieminen                                  | V                                               | 181                                             | 93                                              | 1977. április 6. (24 évesen)                    | Colorado Avalanche                              |
| 21                                              | Jyrki Lumme                                     | V                                               | 185                                             | 96                                              | 1966. július 16. (35 évesen)                    | Toronto Maple Leafs                             |
| 27                                              | Teppo Numminen                                  | V                                               | 186                                             | 90                                              | 1968. július 3. (33 évesen)                     | Phoenix Coyotes                                 |
| 44                                              | Janne Niinimaa                                  | V                                               | 186                                             | 99                                              | 1975. május 22. (26 évesen)                     | Edmonton Oilers                                 |
| 8                                               | Teemu Selänne                                   | T                                               | 183                                             | 93                                              | 1970. július 3. (31 évesen)                     | San Jose Sharks                                 |
| 12                                              | Olli Jokinen                                    | T                                               | 188                                             | 90                                              | 1978. december 5. (23 évesen)                   | Florida Panthers                                |
| 14                                              | Raimo Helminen                                  | T                                               | 183                                             | 90                                              | 1964. március 11. (37 évesen)                   | Ilves Tampere                                   |
| 16                                              | Niklas Hagman                                   | T                                               | 184                                             | 90                                              | 1979. december 5. (22 évesen)                   | Florida Panthers                                |
| 17                                              | Tomi Kallio                                     | T                                               | 184                                             | 85                                              | 1977. január 27. (25 évesen)                    | Atlanta Thrashers                               |
| 22                                              | Mikko Eloranta                                  | T                                               | 183                                             | 86                                              | 1972. augusztus 24. (29 évesen)                 | Los Angeles Kings                               |
| 24                                              | Sami Kapanen                                    | T                                               | 177                                             | 80                                              | 1973. június 14. (28 évesen)                    | Carolina Hurricanes                             |
| 26                                              | Jere Lehtinen                                   | T                                               | 182                                             | 89                                              | 1973. június 24. (28 évesen)                    | Dallas Stars                                    |
| 36                                              | Juha Ylönen                                     | T                                               | 184                                             | 84                                              | 1972. február 13. (29 évesen)                   | Tampa Bay Lightning                             |
| 37                                              | Jarkko Ruutu                                    | T                                               | 188                                             | 96                                              | 1975. augusztus 23. (26 évesen)                 | Vancouver Canucks                               |
| 41                                              | Antti Aalto                                     | T                                               | 187                                             | 90                                              | 1975. március 4. (26 évesen)                    | Jokerit                                         |
| 42                                              | Juha Lind                                       | T                                               | 181                                             | 84                                              | 1974. január 2. (28 évesen)                     | Sodertalje SK                                   |
| Vezetőedző: Hannu Aravirta                      | Vezetőedző: Hannu Aravirta                      | Vezetőedző: Hannu Aravirta                      | Vezetőedző: Hannu Aravirta                      | Vezetőedző: Hannu Aravirta                      | 1953. március 26. (48 évesen)                   | 1953. március 26. (48 évesen)                   |

- Posztok rövidítései: K – Kapus, V – Védő, T – Támadó
- Kor: 2002. február 9-i kora

#### Eredmények
Csoportkör
D csoport
| Csapat           | M | Gy | V | D | G+ | G– | Gk  | P |
| ---------------- | - | -- | - | - | -- | -- | --- | - |
| Egyesült Államok | 3 | 2  | 0 | 1 | 16 | 3  | +13 | 5 |
| Finnország       | 3 | 2  | 1 | 0 | 11 | 8  | +3  | 4 |
| Oroszország      | 3 | 1  | 1 | 1 | 9  | 9  | 0   | 3 |
| Fehéroroszország | 3 | 0  | 3 | 0 | 6  | 22 | −16 | 0 |

| 2002. február 15. | Finnország | 0 – 6 (0–0, 0–3, 0–3) | Egyesült Államok | E Center, West Valley City Nézőszám: 8597 |

|  |  |  |  |  |
|  |  |  |  |  |
|  |  |  |  |  |
|  |  |  |  |  |

| 2002. február 16. | Finnország | 8 – 1 (3–0, 3–0, 2–1) | Fehéroroszország | E Center, West Valley City Nézőszám: 8599 |

|  |  |  |  |  |
|  |  |  |  |  |
|  |  |  |  |  |
|  |  |  |  |  |

| 2002. február 18. | Oroszország | 1 – 3 (1–0, 0–2, 0–1) | Finnország | Peaks Ice Arena, Provo Nézőszám: 6360 |

|  |  |  |  |  |
|  |  |  |  |  |
|  |  |  |  |  |
|  |  |  |  |  |

Negyeddöntő
| 2002. február 20. | Finnország | 1 – 2 (0–1, 1–1, 0–0) | Kanada | E Center, West Valley City Nézőszám: 8599 |

|  |  |  |  |  |
|  |  |  |  |  |
|  |  |  |  |  |
|  |  |  |  |  |

| Csapat     | Helyezés |
| ---------- | -------- |
| Finnország | 7.       |

### Női
| Finn nemzeti női jégkorongcsapat-játékoskeret | Finn nemzeti női jégkorongcsapat-játékoskeret | Finn nemzeti női jégkorongcsapat-játékoskeret | Finn nemzeti női jégkorongcsapat-játékoskeret | Finn nemzeti női jégkorongcsapat-játékoskeret | Finn nemzeti női jégkorongcsapat-játékoskeret | Finn nemzeti női jégkorongcsapat-játékoskeret |
| #                                             | Név                                           | Poszt                                         | Magasság                                      | Súly                                          | Kor                                           | Klub                                          |
| --------------------------------------------- | --------------------------------------------- | --------------------------------------------- | --------------------------------------------- | --------------------------------------------- | --------------------------------------------- | --------------------------------------------- |
| 19                                            | Tuula Puputti                                 | K                                             | 60                                            | 132                                           | 1977. november 5. (24 évesen)                 | Univ. of Minn. at Duluth                      |
| 30                                            | Minna-Monica Halonen                          | K                                             | 64                                            | 141                                           | 1975. október 11. (26 évesen)                 | Tappara Tampere                               |
| 3                                             | Emma Laaksonen                                | V                                             | 58                                            | 128                                           | 1981. december 17. (20 évesen)                | Ohio State University                         |
| 5                                             | Pirjo Ahonen                                  | V                                             | 61                                            | 134                                           | 1970. november 5. (31 évesen)                 | Hockey Cats Jyvaskyla                         |
| 6                                             | Saija Sirviö                                  | V                                             | 56                                            | 123                                           | 1982. december 29. (19 évesen)                | Karpat Oulu                                   |
| 9                                             | Terhi Mertanen                                | V                                             | 65                                            | 143                                           | 1981. április 4. (20 évesen)                  | Espoo Blues                                   |
| 20                                            | Kirsi Hänninen                                | V                                             | 68                                            | 150                                           | 1976. október 3. (25 évesen)                  | Karpat Oulu                                   |
| 22                                            | Päivi Salo                                    | V                                             | 58                                            | 128                                           | 1974. január 31. (28 évesen)                  | Karpat Oulu                                   |
| 8                                             | Marjo Voutilainen                             | T                                             | 69                                            | 152                                           | 1981. március 22. (20 évesen)                 | IHK Helsinki                                  |
| 10                                            | Sari Fisk                                     | T                                             | 64                                            | 141                                           | 1971. december 17. (30 évesen)                | Ilves Tampere                                 |
| 11                                            | Oona Parviainen                               | T                                             | 65                                            | 143                                           | 1977. szeptember 5. (24 évesen)               | Blues Espoo                                   |
| 13                                            | Riikka Nieminen                               | T                                             | 60                                            | 132                                           | 1973. június 12. (28 évesen)                  | Hockey Cats Jyvaskyla                         |
| 15                                            | Satu Hoikkala                                 | T                                             | 65                                            | 143                                           | 1980. január 14. (22 évesen)                  | Karpat Oulu                                   |
| 16                                            | Tiia Reima                                    | T                                             | 53                                            | 117                                           | 1973. február 1. (29 évesen)                  | IHK Helsinki                                  |
| 21                                            | Petra Vaarakallio                             | T                                             | 73                                            | 161                                           | 1975. június 17. (26 évesen)                  | Blues Espoo                                   |
| 23                                            | Hanne Sikiö                                   | T                                             | 69                                            | 152                                           | 1978. március 19. (23 évesen)                 | Univ. of Minn. at Duluth                      |
| 25                                            | Marja-Helena Pälvilä                          | T                                             | 70                                            | 154                                           | 1970. március 4. (31 évesen)                  | Blues Espoo                                   |
| 26                                            | Henna Savikuja                                | T                                             | 67                                            | 148                                           | 1978. március 28. (23 évesen)                 | Karpat Oulu                                   |
| 28                                            | Katja Riipi                                   | T                                             | 63                                            | 139                                           | 1975. október 26. (26 évesen)                 | IHK Helsinki                                  |
| 29                                            | Karoliina Rantamäki                           | T                                             | 68                                            | 150                                           | 1978. február 23. (23 évesen)                 | Blues Espoo                                   |
| Vezetőedző: Jouko Lukkarila                   | Vezetőedző: Jouko Lukkarila                   | Vezetőedző: Jouko Lukkarila                   | Vezetőedző: Jouko Lukkarila                   | Vezetőedző: Jouko Lukkarila                   | 1956. szeptember 27. (45 évesen)              | 1956. szeptember 27. (45 évesen)              |

- Posztok rövidítései: K – Kapus, V – Védő, T – Támadó
- Kor: 2002. február 9-i kora

#### Eredmények
B csoport
| Csapat           | M | Gy | V | D | G+ | G– | Gk  | P |
| ---------------- | - | -- | - | - | -- | -- | --- | - |
| Egyesült Államok | 3 | 3  | 0 | 0 | 28 | 1  | +27 | 6 |
| Finnország       | 3 | 2  | 1 | 0 | 7  | 6  | +1  | 4 |
| Németország      | 3 | 0  | 2 | 1 | 6  | 18 | −12 | 1 |
| Kína             | 3 | 0  | 2 | 1 | 6  | 21 | −15 | 1 |

| 2002. február 12. | Finnország | 4 – 0 (0–0, 2–0, 2–0) | Kína | Peaks Ice Arena, Provo Nézőszám: 4977 |

|  |  |  |  |  |
|  |  |  |  |  |
|  |  |  |  |  |
|  |  |  |  |  |

| 2002. február 14. | Finnország | 3 – 1 (1–0, 2–0, 0–1) | Németország | Peaks Ice Arena, Provo Nézőszám: 4769 |

|  |  |  |  |  |
|  |  |  |  |  |
|  |  |  |  |  |
|  |  |  |  |  |

| 2002. február 16. | Egyesült Államok | 5 – 0 (3–0, 1–0, 1–0) | Finnország | E Center, West Valley City Nézőszám: 8507 |

|  |  |  |  |  |
|  |  |  |  |  |
|  |  |  |  |  |
|  |  |  |  |  |

Elődöntő
| 2002. február 19. | Kanada | 7 – 3 (2–1, 0–2, 5–0) | Finnország | E Center, West Valley City Nézőszám: 7289 |

|  |  |  |  |  |
|  |  |  |  |  |
|  |  |  |  |  |
|  |  |  |  |  |

Bronzmérkőzés
| 2002. február 21. | Finnország | 1 – 2 (0–2, 1–0, 0–0) | Svédország | Peaks Ice Arena, Provo Nézőszám: 6298 |

|  |  |  |  |  |
|  |  |  |  |  |
|  |  |  |  |  |
|  |  |  |  |  |

| Csapat     | Helyezés |
| ---------- | -------- |
| Finnország | 4.       |

## Műkorcsolya
| Versenyző      | Versenyszám | Rövid program     | Rövid program | Rövid program | Kűr               | Kűr   | Kűr         | Összesítés         | Összesítés |
| Versenyző      | Versenyszám | Több. hely. száma | Hely.         | Hely. pont.   | Több. hely. száma | Hely. | Hely. pont. | Helyezési pontszám | Helyezés   |
| -------------- | ----------- | ----------------- | ------------- | ------------- | ----------------- | ----- | ----------- | ------------------ | ---------- |
| Elina Kettunen | Női egyéni  | 5×19+             | 18.           | 9,0           | 5×10+             | 9.    | 9,0         | 18,0               | 11.        |

## Síakrobatika
Mogul
| Versenyző       | Versenyszám | Selejtező | Selejtező | Döntő | Döntő    |
| Versenyző       | Versenyszám | Pont      | Helyezés  | Pont  | Helyezés |
| --------------- | ----------- | --------- | --------- | ----- | -------- |
| Janne Lahtela   | Férfi       | 26,92     | 2.        | 27,97 |          |
| Tapio Luusua    | Férfi       | 24,56     | 15.       | 26,67 | 5.       |
| Sami Mustonen   | Férfi       | 25,42     | 8.        | 26,08 | 10.      |
| Mikko Ronkainen | Férfi       | 26,25     | 3.        | 26,49 | 8.       |
| Minna Karhu     | Női         | 22,66     | 10.       | 23,07 | 12.      |

## Sífutás
Férfi
| Versenyző                                                   | Versenyszám     | Selejtező | Selejtező | Negyeddöntő | Negyeddöntő | Elődöntő | Elődöntő | B döntő | B döntő | Döntő         | Döntő         |
| Versenyző                                                   | Versenyszám     | Idő       | Hely.     | Idő         | Hely.       | Idő      | Hely.    | Idő     | Hely.   | Idő           | Helyezés      |
| ----------------------------------------------------------- | --------------- | --------- | --------- | ----------- | ----------- | -------- | -------- | ------- | ------- | ------------- | ------------- |
| Karri Hietamäki                                             | 15 km           |           |           |             |             |          |          |         |         | 41:13,6       | 43.           |
| Karri Hietamäki                                             | 50 km           |           |           |             |             |          |          |         |         | 2:19:32,0     | 31.           |
| Teemu Kattilakoski                                          | 30 km           |           |           |             |             |          |          |         |         | 1:16:20,9     | 35.           |
| Keijo Kurttila                                              | Sprint          | 2:56,91   | 26.       | kiesett     | kiesett     | kiesett  | kiesett  | kiesett | kiesett | kiesett       | 25.           |
| Hannu Manninen                                              | Sprint          | 2:53,87   | 16.       | 3:02,4      | 2.          | 3:14,1   | 4.       | 2:59,5  | 4.      |               | 8.            |
| Ari Palolahti                                               | Sprint          | 2:55,28   | 21.       | kiesett     | kiesett     | kiesett  | kiesett  | kiesett | kiesett | kiesett       | 20.           |
| Ari Palolahti                                               | 15 km           |           |           |             |             |          |          |         |         | 42:10,7       | 53.           |
| Sami Pietilä                                                | 30 km           |           |           |             |             |          |          |         |         | nem ért célba | nem ért célba |
| Sami Pietilä                                                | 50 km           |           |           |             |             |          |          |         |         | 2:19:10,7     | 30.           |
| Sami Repo                                                   | Sprint          | 2:55,47   | 22.       | kiesett     | kiesett     | kiesett  | kiesett  | kiesett | kiesett | kiesett       | 21.           |
| Sami Repo                                                   | 30 km           |           |           |             |             |          |          |         |         | 1:16:48,2     | 40.           |
| Kuisma Taipale                                              | 15 km           |           |           |             |             |          |          |         |         | 39:50,3       | 30.           |
| Kuisma Taipale                                              | 50 km           |           |           |             |             |          |          |         |         | 2:24:40,5     | 47.           |
| Kuisma Taipale Karri Hietamäki Teemu Kattilakoski Sami Repo | 4 × 10 km váltó |           |           |             |             |          |          |         |         | 1:37:41,8     | 11.           |

| Versenyző    | Versenyszám              | 10 km klasszikus | 10 km klasszikus | 10 km szabad | 10 km szabad | Helyezés |
| Versenyző    | Versenyszám              | Idő              | Hely.            | Időhátrány   | Idő          | Helyezés |
| ------------ | ------------------------ | ---------------- | ---------------- | ------------ | ------------ | -------- |
| Sami Pietilä | 10 + 10 km üldözőverseny | 28:20,1          | 47.              | +2:12        | 26:38,8      | 46.      |
| Sami Repo    | 10 + 10 km üldözőverseny | 28:09,2          | 44.              | +2:02        | 25:29,7      | 31.      |

Női
| Versenyző                                                                       | Versenyszám    | Selejtező | Selejtező | Negyeddöntő | Negyeddöntő | Elődöntő | Elődöntő | B döntő | B döntő | Döntő         | Döntő         |
| Versenyző                                                                       | Versenyszám    | Idő       | Hely.     | Idő         | Hely.       | Idő      | Hely.    | Idő     | Hely.   | Idő           | Helyezés      |
| ------------------------------------------------------------------------------- | -------------- | --------- | --------- | ----------- | ----------- | -------- | -------- | ------- | ------- | ------------- | ------------- |
| Riitta-Liisa Lassila-Roponen                                                    | Sprint         | 3:27,16   | 36.       | kiesett     | kiesett     | kiesett  | kiesett  | kiesett | kiesett | kiesett       | 36.           |
| Riitta-Liisa Lassila-Roponen                                                    | 15 km          |           |           |             |             |          |          |         |         | 42:14,3       | 19.           |
| Elina Pienimäki-Hietamäki                                                       | Sprint         | 3:14,79   | 6.        | 4:01,5      | 4.          | kiesett  | kiesett  | kiesett | kiesett | kiesett       | 14.           |
| Satu Salonen                                                                    | 10 km          |           |           |             |             |          |          |         |         | 29:02,3       | 7.            |
| Satu Salonen                                                                    | 30 km          |           |           |             |             |          |          |         |         | nem ért célba | nem ért célba |
| Kati Sundqvist-Venäläinen                                                       | Sprint         | 3:19,23   | 18.       | kiesett     | kiesett     | kiesett  | kiesett  | kiesett | kiesett | kiesett       | 18.           |
| Kati Sundqvist-Venäläinen                                                       | 10 km          |           |           |             |             |          |          |         |         | 30:24,0       | 28.           |
| Kaisa Varis                                                                     | Sprint         | 3:20,52   | 23.       | kiesett     | kiesett     | kiesett  | kiesett  | kiesett | kiesett | kiesett       | 23.           |
| Kaisa Varis                                                                     | 15 km          |           |           |             |             |          |          |         |         | 40:04,1       | 4.            |
| Annmari Viljanmaa                                                               | 10 km          |           |           |             |             |          |          |         |         | 30:51,8       | 37.           |
| Annmari Viljanmaa                                                               | 15 km          |           |           |             |             |          |          |         |         | nem ért célba | nem ért célba |
| Annmari Viljanmaa                                                               | 30 km          |           |           |             |             |          |          |         |         | 1:40:47,9     | 24.           |
| Kati Sundqvist-Venäläinen Satu Salonen Riitta-Liisa Lassila-Roponen Kaisa Varis | 4 × 5 km váltó |           |           |             |             |          |          |         |         | 50:45,5       | 7.            |

| Versenyző                 | Versenyszám            | 5 km klasszikus | 5 km klasszikus | 5 km szabad | 5 km szabad | Helyezés |
| Versenyző                 | Versenyszám            | Idő             | Hely.           | Időhátrány  | Idő         | Helyezés |
| ------------------------- | ---------------------- | --------------- | --------------- | ----------- | ----------- | -------- |
| Elina Pienimäki-Hietamäki | 5 + 5 km üldözőverseny | 14:21,3         | 43.             | +1:22       | 13:39,5     | 40.      |
| Satu Salonen              | 5 + 5 km üldözőverseny | 13:43,4         | 11.             | +0:44       | 13:34,3     | 36.      |
| Kati Sundqvist-Venäläinen | 5 + 5 km üldözőverseny | 13:54,4         | 21.             | +0:55       | 13:11,9     | 16.      |
| Kaisa Varis               | 5 + 5 km üldözőverseny | 13:37,9         | 9.              | +0:39       | 12:37,8     | 12.      |

## Síugrás
| Versenyző                                                           | Versenyszám | Selejtező | Selejtező | 1. ugrás | 1. ugrás | 2. ugrás | 2. ugrás | Összesítés | Összesítés |
| Versenyző                                                           | Versenyszám | Pont      | Hely.     | Pont     | Hely.    | Pont     | Hely.    | Pont       | Helyezés   |
| ------------------------------------------------------------------- | ----------- | --------- | --------- | -------- | -------- | -------- | -------- | ---------- | ---------- |
| Janne Ahonen                                                        | Normálsánc  | 125,0     | 1.        | 128,0    | 4.       | 133,5    | 3.*      | 261,5      | 4.         |
| Janne Ahonen                                                        | Nagysánc    | 111,0     | 7.        | 119,2    | 16.      | 122,3    | 5.       | 241,5      | 9.         |
| Matti Hautamäki                                                     | Normálsánc  |           |           | 121,5    | 7.*      | 131,0    | 5.       | 252,5      | 6.         |
| Matti Hautamäki                                                     | Nagysánc    |           |           | 129,1    | 4.       | 126,9    | 3.       | 256,0      |            |
| Veli-Matti Lindström                                                | Normálsánc  | 114,0     | 13.*      | 126,5    | 5.       | 126,5    | 7.       | 253,0      | 5.         |
| Veli-Matti Lindström                                                | Nagysánc    | 114,3     | 3.        | 102,1    | 37.      | kiesett  | kiesett  | kiesett    | kiesett    |
| Toni Nieminen                                                       | Normálsánc  | 119,0     | 4.        | 117,0    | 18.*     | 118,5    | 14.*     | 235,5      | 16.        |
| Matti Hautamäki Veli-Matti Lindström Risto Jussilainen Janne Ahonen | Csapat      |           |           | 489,1    | 2.       | 484,9    | 1.       | 974,0      |            |

## Snowboard
Halfpipe
| Versenyző     | Versenyszám | 1. selejtező | 1. selejtező | 2. selejtező | 2. selejtező | Döntő      | Döntő      | Döntő   | Helyezés |
| Versenyző     | Versenyszám | Pont         | Hely.        | Pont         | Hely.        | 1. forduló | 2. forduló | Hely.   | Helyezés |
| ------------- | ----------- | ------------ | ------------ | ------------ | ------------ | ---------- | ---------- | ------- | -------- |
| Markku Koski  | Férfi       | 36,9         | 7.           | 41,3         | 4.           | 39,0       | 25,4       | 8.      | 8.       |
| Risto Mattila | Férfi       | 35,7         | 10.          | 34,3         | 10.          | kiesett    | kiesett    | kiesett | 16.      |
| Tuomo Ojala   | Férfi       | 28,2         | 21.          | 23,3         | 24.          | kiesett    | kiesett    | kiesett | 30.      |
| Heikki Sorsa  | Férfi       | 44,2         | 1.           |              |              | 36,8       | 40,4       | 7.      | 7.       |
| Sari Grönholm | Női         | 24,3         | 15.          | 22,4         | 13.          | kiesett    | kiesett    | kiesett | 19.      |
| Minna Hesso   | Női         | 25,4         | 13.          | 32,1         | 6.           | 28,4       | 31,9       | 9.      | 9.       |
| Kirsi Rautava | Női         | 23,6         | 16.          | 24,7         | 12.          | kiesett    | kiesett    | kiesett | 18.      |